# Claude Laverdure
Pour les articles homonymes, voir Laverdure.
Claude Laverdure, né le 19 avril 1947 à Buta au Congo belge et mort le 17 août 2020 à Namur, est un dessinateur de bande dessinée belge francophone.

## Biographie
Claude Laverdure naît le 19 avril 1947 à Buta. Il réside à Namur en Wallonie depuis son adolescence. C'est dans cette ville qu'il a suivi, de 1960 à 1964, des études d'arts graphiques, de sérigraphie et de publicité à l'Institut des arts et techniques artisanales (IATA). 
Il commence dans la vie active comme dessinateur dans une émaillerie publicitaire en 1965, puis exerce le métier de graphiste et metteur en pages aux Éditions Wesmael-Charlier de 1967 à 1973. En 1974, il s'établit comme dessinateur-graphiste indépendant et assiste, en son studio, l'auteur de bande dessinée Édouard Aidans (Tounga et Les Panthères, entre autres). 
À partir de 1979, il y réalise notamment les décors, encrages et lettrages des quatre premiers albums de la série Tony Stark. Il y fait la connaissance de Christian Lamquet, le futur créateur d'Alvin Norge, alors assistant comme lui. En 1981, secondé par Christian Lamquet, il réalise et publie dans le cadre de l'anniversaire de l'indépendance de la Belgique (1830), 150 Ans d'avatars de la Province de Namur. Cet album de 60 planches se voit décerner, à Paris, un Grand Prix international du livre de tourisme. Il est réédité en 1997 avec 24 planches supplémentaires.
En 1982, il dessine Les Aventures du baron Prosit pour Spirou, qui ne paraît que plusieurs années plus tard dans le magazine L'Inédit, et l'album La Mémoire albinos, tome 1 du Syndrome des sorciers, scénariste Alain Streng, édité en 1986. En 1987, Dargaud entame l'édition de ses trois Chroniques de l'impossible scénarisées par Christian Piscaglia. En 1988, pour l'éditeur Claude Lefrancq, il entreprend de mettre en images les aventures de Fantômas (trois albums), adaptés par Luc Dellisse. À partir de 1993, avec le même scénariste et pour le même éditeur, il illustre, en deux volumes, Voyage au centre de la Terre de Jules Verne. En 2001, il réalise la couverture de Jules Verne, l'Œuvre d'une Vie de Marc Jakubowski. 
En 2002, en collaboration avec le biographe Philippe Durant, Laverdure retrace, en BD, la vie de l'aviateur Antoine de Saint-Exupéry, album paru en 2003 aux éditions du Lombard. Il s'agira de son ultime album de bande dessinée. Une biographie en BD de Charles Lindbergh, sur un scénario de Francis Bergèse, ainsi qu'une troisième édition des Avatars de la Province de Namur devaient voir le jour, mais furent finalement laissées à l'état de projet.
À partir de 2005, il travaille sur la recolorisation du diptyque Voyage au Centre de la terre pour les éditions Miklo. Le titre fut publié l'année suivante sous forme d'intégrale avec une illustration de couverture signée René Follet. 
Début 2020, une exposition rétrospective lui est consacrée à la Galerie Aarnor à Spy.
Claude Laverdure meurt le 17 août 2020 à Namur, après une longue maladie, à l'âge de 73 ans.

## Œuvres

### Albums de bande dessinée
- Tony Stark
- 2. Le Prisonnier du ciel, Fleurus, Bruxelles, 1er trimestre 1980
Scénario : Jean Van Hamme - Dessin : Édouard Aidans, Claude Laverdure - Couleurs : Luce Daniels -  (ISBN 2-215-00325-1)
- 3. Le Lion d'un million, Fleurus, Bruxelles, 4e trimestre 1980
Scénario : Jean Van Hamme - Dessin : Édouard Aidans, Claude Laverdure - Couleurs : Luce Daniels -  (ISBN 2-215-00364-2)
- 4. Les Voleurs de nuages, Novedi, Bruxelles, avril 1981
Scénario : Jean Van Hamme - Dessin : Édouard Aidans, Claude Laverdure - Couleurs : Luce Daniels -  (ISBN 2-01-008150-1)
- 150 ans d'avatars de la province de Namur, co-dessiné avec Chris Lamquet, textes d'Alain Streng et Bernadette Laloux, édité par le Comité Provincial de Namur, 1981, — réédition augmentée en 1997[10].
- Le Syndrome des sorciers : La Mémoire albinos (dessin), scénario d'Alain Streng, éd. Bédéscope, 1986
- Les Chroniques de l'impossible
- 1. La Maison de Bruges, Dargaud Benelux, Bruxelles, 1987
Scénario : Christian Piscaglia - Dessin : Claude Laverdure - Couleurs : quadrichromie -  (ISBN 2-87129-024-5)
- 2. Les Tempêtes de Saint-Malo, Dargaud Benelux, Bruxelles, octobre 1988
Scénario : Christian Piscaglia - Dessin : Claude Laverdure - Couleurs : quadrichromie -  (ISBN 2-87129-045-8)
- 3. La Longue Nuit de Strasbourg, Dargaud Benelux, Bruxelles, 1990
Scénario : Christian Piscaglia - Dessin : Claude Laverdure - Couleurs : quadrichromie -  (ISBN 2-87129-060-1)

- Fantômas
- 1. L'Affaire Beltham, Lefrancq, coll. « BDétectives », Bruxelles, octobre 1990
Scénario : Luc Dellisse - Dessin et couleurs : Claude Laverdure -  (ISBN 2-87153-033-5)
- 2. Juve contre Fantômas, Lefrancq, coll. « BDétectives », Bruxelles, décembre 1991
Scénario : Luc Dellisse - Dessin et couleurs : Claude Laverdure -  (ISBN 2-87153-073-4)
- 3. Le Mort qui tue, Lefrancq, coll. « BDétectives », Bruxelles, mai 1995
Scénario : Luc Dellisse - Dessin et couleurs : Claude Laverdure -  (ISBN 2-87153-177-3)

#### Voyage au centre de la Terre
- 1. Voyage au centre de la Terre - 1, Lefrancq, coll. « Jules Verne », Bruxelles, octobre 1993
Scénario : Luc Dellisse - Dessin et couleurs : Claude Laverdure -  (ISBN 2-87153-142-0)
- 2. Voyage au centre de la Terre - 2, Lefrancq, coll. « Les Voyages extraordinaires », Bruxelles, septembre 1997
Scénario : Luc Dellisse - Dessin et couleurs : Claude Laverdure -  (ISBN 2-87153-165-X)
- Voyage au centre de la Terre, réédition recolorée (2006), scénario de Luc Dellisse, éd. Miklo, coll. « Bob Morane Présente... »  (ISBN 2930234687)

#### Biggles raconte
- 5. Saint-Exupéry[11], Le Lombard, Bruxelles, février 2003
Scénario : Philippe Durant  - Dessin et couleurs : Claude Laverdure -  (ISBN 2-8036-1855-9)

### Collectifs
- Téléthon[12], Le Lombard, Bruxelles, juin 1990
Scénario et couleurs : collectif - Dessin : collectif dont Claude Laverdure -  (ISBN 2-8036-0894-4)
- Flash Back[13], Comic! Events, août 1995
Scénario : collectif - Dessin : collectif dont Claude Laverdure - Couleurs : noir et blanc,Ce Flash Back a été réalisé en collaboration avec Bédéciné Illzach et édité à l'occasion du 10e festival BD Coxyde (15 juillet au 6 août 1995) à 1500 exemplaires numérotés à la main. Rares textes et titres des séries en deux langues : français et flamand. D/1995/6941/06. Format à l'italienne.
- Folklore wallon en bulles[14], Dricot, Bressoux, février 2010
Scénario : collectif - Dessin : collectif dont Claude Laverdure -  (ISBN 978-2-87095-389-1)

### Illustrations
- Marc Jakubowski, Jules Verne : l'œuvre d'une vie ! : guide du collectionneur vernien, Longwy, Cœur d'Occident, 2001, 143 p., ill. ; 30 cm (ISBN 9782908196610 et 2908196611, OCLC 469526740, présentation en ligne).

### Catalogues d'exposition
- (nl + fr) Wilfried Martens et Carlos Alleene (ill. Claude Laverdure), Belgische kartoens [« Cartoons belges »], Knokke-Heist, Matthys, 1981, 214 p., ill. ; 30 cm (OCLC 1119536192)livre publié grâce à la Loterie Nationale Belge à l'initiative de l'ASBL Humorstad Knokke-Heist à l'occasion du 20e Salon Mondial du cartoon en 1981.

### Collections publiques
9 œuvres de cet artiste sont conservées au Centre belge de la bande dessinée et font partie du patrimoine mobilier de la région Bruxelles-Capitale.

## Prix et distinctions
- 2007 :  prix de la  ville d'Andenne pour l'ensemble de son œuvre décerné lors de la Fête de la BD et du livre pour enfants[16].

#### Livres
: document utilisé comme source pour la rédaction de cet article.
- Henri Filippini, « Laverdure, Claude », dans Dictionnaire de la bande dessinée, Paris, Bordas, 1989, 731 p., ill. ; 27 cm (ISBN 2-04-018455-4, OCLC 1244909550, BNF 35065653, présentation en ligne), p. 641. .
- Jean Pirotte (dir.) et Luc Courtois, Du régional à l'universel. : L'imaginaire wallon dans la bande dessinée., Louvain-la-Neuve, Fondation wallonne Pierre-Marie et Jean-François Humblet, 1999, 310 p. (ISBN 978-2-9600072-3-7 et 2960007239, OCLC 1075833932), p. 237 lire sur Google Livres
- Jacques Fiérain, « Laverdure, Claude », dans La BD dans les provinces de Liège, Namur et Luxembourg, Charleroi, Éd. l'Âge d'or, 2004, 112 p., ill. ; 31 cm (ISBN 9782960019698, OCLC 470388297, présentation en ligne), p. 64.
- Philippe Mellot, Michel Denni, Laurent Turpin et Isabelle Morzadec, Trésors de la bande dessinée : BDM 2022-2023 - Catalogue encyclopédique et Argus, Paris, Les Arènes, novembre 2022, 23e éd., 1677 p., ill. ; 23 cm (ISBN 9791037507280, OCLC 1351462460, présentation en ligne), p. 109, 162, 256, 292, 481, 693, 1223. .

### Périodiques
- Jean-Jacques Lalanne, « Remember C. Laverdure », Hop !, Aurillac, AEMEGBD, no 166,‎ janvier 2022, p. 46 (ISSN 0768-9357).

### Articles
- Alexis Seny, « Namur: Claude Laverdure, le papa de Grognon le Nuton, est passé sur l’autre rive », L'Avenir,‎ 17 août 2020 (lire en ligne, consulté le 31 décembre 2022).

### Vidéographie
- [vidéo] « Auteurs namurois de BD - Première partie », sur YouTube